# Cristian Cortès i Lladó
Cristian Cortès Lladó (Barcelona 1904-1974) fou un metge català, germà de Maria Lluisa i de Carme Cortès, cosí germà doble de Marius i Antoni Cortès Lladó, també metges.
Es llicencià en medicina per la Universitat de Barcelona (1925), on prest exercí com a professor a la càtedra de patologia i clíniques mèdiques. El 1928 es traslladà a França per ampliar els seus estudis a Lió i a París. Fou cap del Servei de Malalties del cor de l'Hospital Clínic de Barcelona, i també inspector municipal de Sanitat (1930); director de l'Institut de Cardiologia de la Generalitat (1932); regidor de l'Ajuntament de Barcelona i Conseller Delegat d'Higiene i Sanitat (1934) i ocupà després la Conselleria de Cultura.
En la revolució de 16 d'octubre de (1934) va ésser empresonat amb tot el municipi i el Govern de la Generalitat durant cinc mesos.
Durant la Guerra Civil fou capità i cap del Servei de Depuració d'Aigües de l'exèrcit. Al cap de poc temps d'haver-se exiliat a França passà a Veneçuela (1940), per instal·lar-se després a Mèxic amb la seva dona, Dolors Font de Rubinat i Lamarca i cinc fills junt amb altres parents i amics. A Mèxic fundà els Laboratoris Servet (1943). Col·laborà amb la JARE (Junta d'Auxili als Republicans Espanyols), i fou membre del consell tècnic de la Junta Espanyola d'Alliberació. Adjunt de l'Institut Nacional de Cardiologia de Mèxic(1944), professor de la càtedra de patologia mèdica de la Facultat de Medicina (1946).
Fou col·laborador de la Revista Mèdica de Barcelona, de Ars Medica, d'Annals de Medicina, de Le Monde Medicial, etc. És autor de La Insuficiencia Cardíaca (1933) i del volum L'electrocardigrafia en les malalties del cor, de la sèrie Monografies Mèdiques (1936).
Tornà a Catalunya el 1970 per dedicar-se de ple a la seva segona professió, guanyant el premi Carreras i Candi 1973 amb el seu llibre sobre la família Setantí ("Els Setantí", Fundació Salvador Vives Casajuana, Barcelona 1973).
Morí a Barcelona el 20 de març de 1974